# .25 ACP

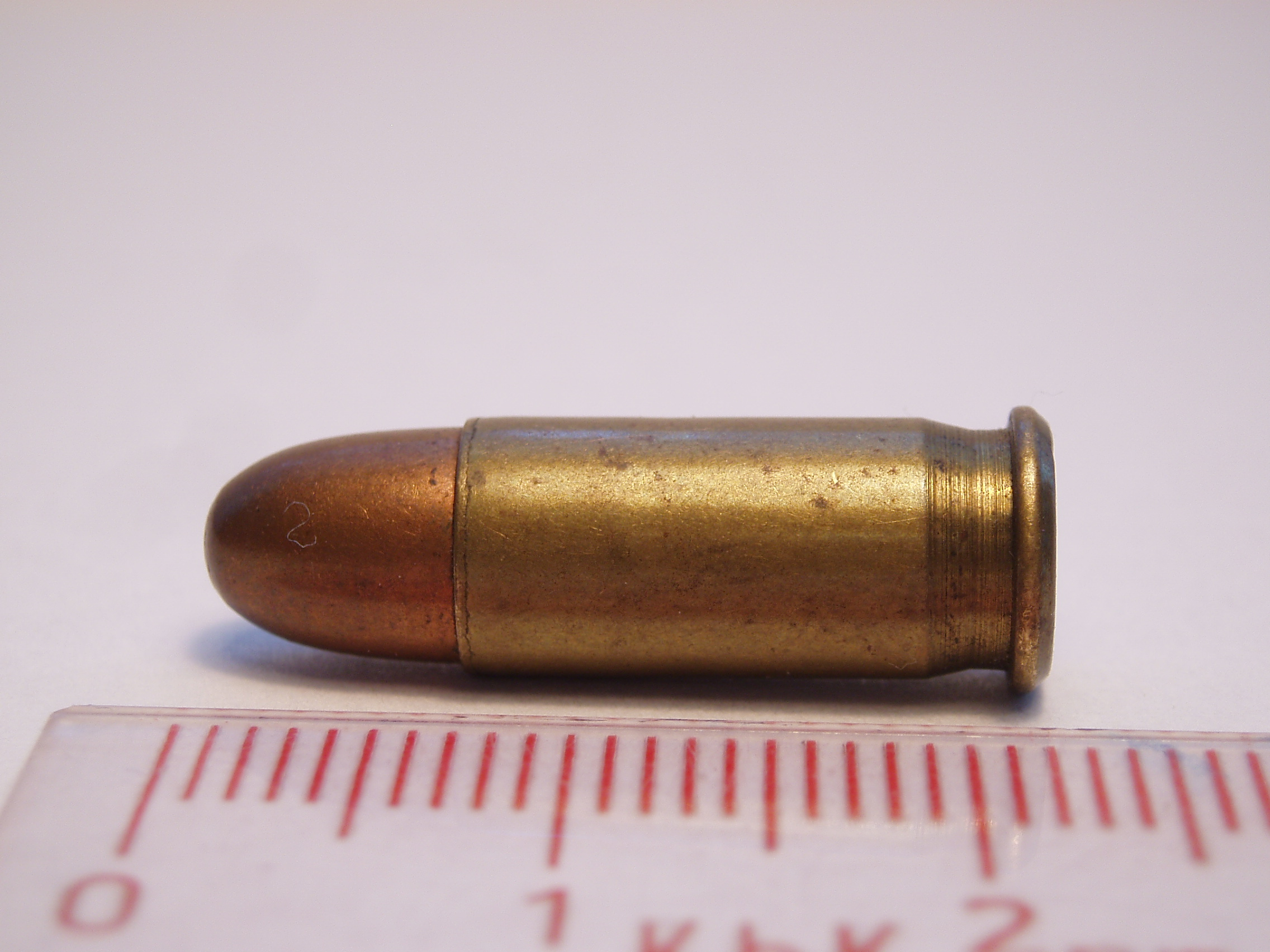
Zijde van een .25 FMJ-pistoolpatroon van Sellier & Bellot

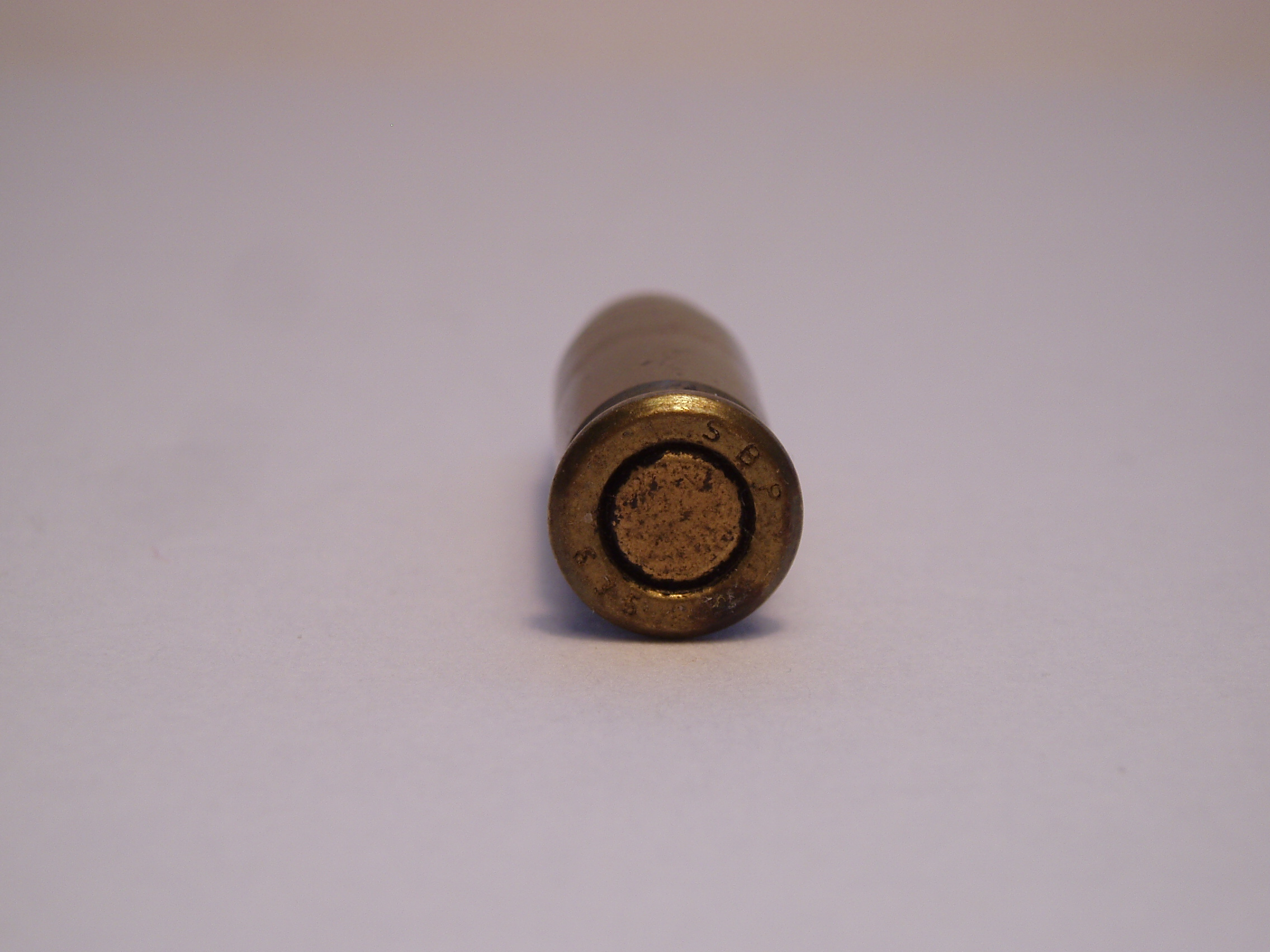
Bodem van een .25 FMJ-pistoolpatroon van Sellier & Bellot

De .25 ACP (ACP van Automatic Colt Pistol) is een pistoolpatroon die in 1906 werd ontworpen door de Amerikaan John Browning. Het is een vrij kleine patroon met een kogeldiameter van slechts 6,35 millimeter. Daardoor is deze geschikt voor de kleine zogenaamde vestzakpistolen.

## Andere namen
De .25 ACP-patroon werd aldus geïntroduceerd door Colt maar er wordt
ook met andere namen naar verwezen:
- .25 Auto
- 6,35 mm
- 6,35 mm Browning
- 6,35 × 16 mm SR, waarbij SR staat voor Semi Rimmed

## Specificaties
|                   | Safety  | JHP     | JHP     | FMJ     |
| ----------------- | ------- | ------- | ------- | ------- |
| Hulslengte:       | 16 mm   | 16 mm   | 16 mm   | 16 mm   |
| Patroonlengte:    | 23 mm   | 23 mm   | 23 mm   | 23 mm   |
| Kogeldiameter:    | 6,4 mm  | 6,4 mm  | 6,4 mm  | 6,4 mm  |
| Kogelgewicht:     | 35 g    | 35 g    | 45 g    | 50 g    |
| Mondingssnelheid: | 350 m/s | 270 m/s | 248 m/s | 230 m/s |
| Energie:          | 140 J   | 85 J    | 89 J    | 88 J    |

## Gebruik

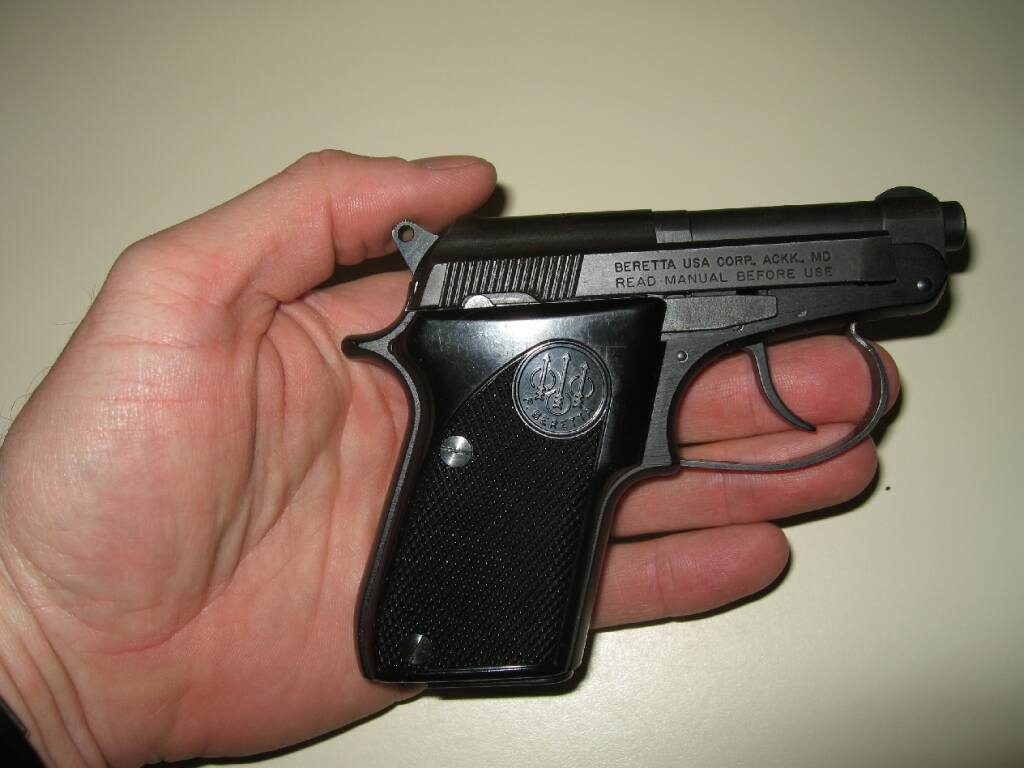
Beretta Model 21a.

Onder andere volgende vuurwapens zijn voor de .25 ACP-patroon ingericht:
- Baby Browning
- Beretta 21 Bobcat
- Colt Model 1908 Vest Pocket
- Raven MP-25